# Friedrich Lachmayer
Friedrich Lachmayer (* 1943 in Wien) ist ein österreichischer Rechtswissenschaftler.
Nach dem Studium der Rechtswissenschaften an der Universität Wien, der Promotion 1966, der Prokuraturprüfung und der Rechtsanwaltsprüfung 1970 war Lachmayer lange Zeit im Bundeskanzleramt im Verfassungsdienst tätig. Nach der Habilitation 1988 für Rechtstheorie mit besonderer Berücksichtigung der Gesetzgebungslehre an der Universität Innsbruck war er seit 1995 Experte in diversen EU-Gremien betreffend Rechtsinformatik.

## Leben und Werk
Von 1967 bis 1970 arbeitete Lachmayer bei der Finanzprokuratur. Er wirkte von 1971 bis 2003 als Beamter im Bundeskanzleramt. Dabei war er 1971–1972 Leiter der normentheoretischen Arbeitsgruppe im Rahmen des EDV-Versuchsprojektes „Verfassungsrecht“ des BKA und der IBM (dem Vorläuferprojekt des RIS). Er war im Verfassungsdienst u. a. auch für legistische Angelegenheiten des österreichischen Wissenschaftsministeriums zuständig.
Den weiten Bereich seiner Tätigkeit als Wissenschaftler in den Gebieten Rechtstheorie, Rechtsinformatik (Rechtsinformation, Artificial Intelligence und IT-Recht), Gesetzgebungslehre, Verwaltungsinformatik, E-Justice und E-Government, Recht in der Praxis, Rechtsvisualierung und Semiotik zeigt seine Festschrift zum 70. Geburtstag. Seine Bedeutung wird als die des Brückenbauers zwischen Verwaltung, Gesetzgebung, Justiz und Wissenschaft gesehen (so im Vorwort der Festschrift). Den Bezug zur Praxis verlor er dabei nicht. In solchen Zusammenhängen wird er auch als Magier bezeichnet. Die zweite Festschrift zum 80. Geburtstag befasst sich mit den Themen Rechtsinformatik, Legistik, Rechtstheorie, Rechtsphilosophie, Visualisierung, Semiotik und Bildender Kunst.
1991–1995 war er Vizepräsident der „International Association for the Semiotics of Law“, 1993–2004 Obmann des Clubs Allgemeine Juristen des „Österreichischen Juristenverbandes“ und 1995–2003 Leiter der österr. Delegation in der EU-Ratsarbeitsgruppe „Rechtsinformatik“. 1989–2003 war er für das Rechtsinformationssystem der Republik Österreich RIS zuständig. 2003 initiierte er Tagungen zur Legistik in Österreich: Diese „Legistikgespräche“ fanden zunächst in Klagenfurt und ab 2014 in Linz statt und werden in Tagungsbänden dokumentiert.
1995 Oktober Vorlesungen in Buenos Aires über „Legislative Techniques“. 1996 war er Mitglied des Legal Advisory Board–LAB der EU (DG XIII).
1998 wurde ihm der Berufstitel „Außerordentlicher Universitätsprofessor“ verliehen, 2002 erhielt er den Berufstitel Universitätsprofessor. Im selben Jahr 1998 Vorsitzender der EU-Ratsarbeitsgruppe „Rechtsinformatik“ während der österreichischen EU-Ratspräsidentschaft.
2001 Award „Rechtsinformatiker des Jahres 2001“. 2003 wurde ihm das Große Silberne Ehrenzeichen für Verdienste um die Republik Österreich verliehen.
2001–2003 war Lachmayer Leiter des EDV-Projektes e-Recht für die authentische elektronische Publikation des Bundesrechtes ab 1. Jänner 2004, die ihrerseits die Vorarbeiten im Bereich der Sozialversicherung berücksichtigte, für die ab 2002 eine elektronische Kundmachung der Durchführungsvorschriften eingeführt worden war.
Als Wissenschaftler war er der Universität Innsbruck zugehörig; die wichtigsten Akzepte mit seinen Seminaren setzte er an den Rechtswissenschaftlichen Fakultäten der Universitäten Wien (Vorlesung bzw. Seminar aus Rechtstheorie bzw. Seminar aus Verwaltungs- und Rechtsinformatik) und Salzburg. Dort hatte er zu Beginn ab 1998 eine tragende Rolle in der Programmgestaltung des Internationalen Rechtsinformatik-Symposions IRIS und blieb nach seiner Pensionierung als einer der sehr geschätzten „senior programme committee members“ und General Chair tätig. Er leistete mit Rat, Tat und Motivation einen wichtigen Beitrag zum Erfolg dieser Konferenz.
Bleibend sind auch seine Verdienste um die Rechtsvisualisierung, weniger als Standardsetzer, sondern als Initiator einer visuellen Sicht des Rechts.
Seine Forschungsgebiete sind Rechtstheorie, Gesetzgebungslehre, Rechtsinformatik und Semiotik. In der Festschrift 2023 wird er als einer der bemerkenswertesten Rechtsgelehrten bezeichnet, die Österreich hervorgebracht hat.
Lachmayer ist verheiratet und hat zwei Kinder. Die Schwiegertochter ist Hofrätin am Verwaltungsgerichtshof, der Sohn Universitätsprofessor an der Sigmund-Freud-Universität in Wien.

## Schriften (Auswahl)
Das Schriftenverzeichnis Friedrich Lachmayers in der Festschrift 2023 umfasst 27 Seiten mit 259 Einzeltiteln.
- mit Wilhelm Brauneder: Österreichische Verfassungsgeschichte. Einführung in Entwicklung und Strukturen. Wien 1976, ISBN 3-214-04868-6.
- mit Leo Reisinger: Legistische Analyse der Struktur von Gesetzen. Wien 1976, ISBN 3-214-06642-0.
- mit Karl Garnitschnig: Computergraphik und Rechtsdidaktik. Wien 1979, ISBN 3-214-06643-9.
- mit Beate Glück, Günther Schefbeck und Erich Schweighofer (Hrsg.): Elektronische Schnittstellen in der Staatsorganisation. Festschrift zum 60. Geburtstag von Dr. Josef Souhrada. Wien 2015, ISBN 3-903035-03-3.
- mit Vytautas Čyras: Essays on the visualisation of legal informatics. Cham 2023, Springer, ISBN 978-3-031-27956-0.